# NGC 6024
NGC 6024 ist eine 14,5 mag helle Spiralgalaxie vom Hubble-Typ S im Sternbild Drache am Nordsternhimmel. Sie ist schätzungsweise 413 Millionen Lichtjahre von der Milchstraße entfernt und hat einen Durchmesser von etwa 85.000 Lichtjahren.
Im selben Himmelsareal befindet sich u. a. die Galaxie NGC 6019.
Das Objekt wurde am 28. Juni 1886 von Lewis A. Swift entdeckt.